# Port lotniczy Kitakiusiu
Port lotniczy Kitakiusiu (jap. 北九州空港 Kitakyūshū Kūkō) – nieistniejący już mały port lotniczy w Japonii, usytuowany w dzielnicy Kokura-minami miasta Kitakiusiu. 
Port ten został w marcu 2006 zastąpiony przez nowy port lotniczy Kitakiusiu, zbudowany na sztucznej wyspie na Morzu Wewnętrznym (Seto-naikai), 3 km od wybrzeża miasta Kitakiusiu.